# Attacco a Leningrado
Attacco a Leningrado (Leningrad), è un film del 2009, diretto da Alexander Buravsky.

## Trama
Unione Sovietica, 1941, a seguito dell'invasione da parte della Germania, Leningrado viene raggiunta e quasi completamente circondata: lo stato maggiore di Hitler è deciso di prendere la città per fame,  tagliando le linee di approvvigionamento.
Un gruppo di giornalisti stranieri viene invitato dal governo sovietico ad andare a Leningrado per un giorno (come forma di propaganda affinché documentino la resistenza della città), ma una di loro, l'inglese Kate Davis, coinvolta in uno scontro a fuoco con i tedeschi, non riesce ad imbarcarsi in tempo sull'aereo che l'avrebbe riportata a Mosca.
Rimasta sola nella città assediata, viene aiutata da Nina Tsvetnova, una giovane ed idealista funzionaria di polizia, che la protegge anche dalle autorità sovietiche di Leningrado che l'hanno data inizialmente per morta (la notizia è stata trasmessa al Cremlino e alla stampa) e successivamente, insospettite dal fatto che il padre di Kate è un esule zarista,  le danno la caccia come spia.
L'unica speranza di salvezza è una stretta lingua di terra ghiacciata sul lago Ladoga lungo la quale potranno passare i camion carichi di viveri. Nonostante venga data a Kate l'opportunità di portarsi in salvo, sceglie di rimanere in città..

## Distribuzione
In Italia, il film è uscito direttamente in home video-DVD.